# Prairie Creek Redwoods State Park
Het Prairie Creek Redwoods State Park is een staatspark in het noordwesten van Californië, in Humboldt County. Het park ligt bij de plaats Orick en ongeveer 80 km ten noorden van Eureka. Het 57 km² grote park is een kustreservaat voor de kustmammoetboom.
Het park wordt beheerd door de California Department of Parks and Recreation en de National Park Service, als onderdeel van de Redwood National and State Parks. Deze parken, waaronder ook Del Norte Coast Redwoods State Park, Jedediah Smith Redwoods State Park en Redwood National Park, zijn samen aangewezen als werelderfgoed en zijn onderdeel van de California Coast Ranges Biosphere Reserve.
Het veld langs de Newton B. Drury Scenic Parkway, met de populatie Roosevelt-wapiti's, wordt gezien als het middelpunt van het park, vlak bij het informatiecentrum en de camping. Deze open grasvelden in het mammoetbomenbos staan lokaal bekend als prairies en het park dankt zijn naam aan de Prairie Creek, die langs de westkant van het veld stroomt. Andere populaire plaatsen in het park zijn Fern Canyon en Gold Bluffs Beach. In het park leven ook staartkikkers en verschillende soorten zalmen.

## Geschiedenis
De Yurok, die traditioneel bij de rivier de Klamath langs de kust van de Grote Oceaan leefden, leefden voornamelijk in de gebieden die nu bekend staan als het Prairie Creek Redwoods State Park. Yurokdorpen lagen tussen Little River in het zuiden tot Wilson Creek Basin in het noorden.
Enkele van de eerste Euro-Amerikanen die de omgeving bezochten, arriveerden in 1851 met de ontdekking van goud in het gebied dat bekend zou worden als Gold Bluffs. Gold Bluffs was ooit een belangrijk mijnkamp, hoewel er vandaag de dag nog maar weinig van over is.
Met het einde van de Amerikaanse Burgeroorlog en een daling van de goudprijs werden de activiteiten in de Gold Bluffs stilgelegd. In 1872 bezocht kapitein Taylor uit New York de Gold Bluffs om de mijn te bemachtigen en het rijke zand te exploiteren dat voor de kust zou zijn afgezet. In de lente van 1873 werd er meer dan 100 ton zand opgehaald uit een gebied van een halve mijl tot minder dan 12 meter van de Gold Bluffs en in waterdieptes van acht tot vier vadems. In de jaren 1880 begonnen de activiteiten bij de Gold Bluffs echter weer in te zakken. Tegen 1920 waren de mijnbouwactiviteiten in de Gold Bluffs gesloten.
Het park werd in 1923 opgericht met een eerste donatie van 65 hectare door de toenmalige eigenaar Zipporah Russ aan de Save the Redwoods League. Tegen 1931 had de League nog eens 20 km² verworven van de Sage Land and Improvement Company, een groot houtconcern. Tijdens de grote depressie was er een kamp van het Civilian Conservation Corps in het park gestationeerd, dat campings opruimde en hekken plaatste aan de rand van de prairie.

## Bomen
Opvallende sequoia's zijn Big Tree, Corkscrew Redwood en de Cathedral Trees. Veel sequoia's in het park hebben een hoogte van 91 meter (300 feet) bereikt.
Naast de kustmammoetbomen zijn andere hoge naaldboomsoorten in de bossen van het park de kustdouglasspar, de sitkaspar en de westelijke hemlockspar.

## Trails
Een aantal van de trails in het park zijn:
- Miners Ridge and James Irvine – 18,7 km
- Brown Creek Loop – 5,6 km
- Big Tree Loop – 5,1 km
- Ten Taypo Trail – 5,6 km
- Rhododendron and Cal Barrel – 8,2 km

- West Ridge and Prairie Creek South – 9,3 km
- West Ridge and Rhododendron North – 12,4 km
- The Friendship Ridge Trail – 12,9 km
- The Ah Pah Trail – 0,97 km
- The Nature Trail – 1,6 km

## Faciliteiten
Er is een bezoekerscentrum met displays, wandkaarten en een boekwinkel. Het ligt langs dezelfde laan als de camping en er is parkeergelegenheid voor daggebruik. Er is ook parkeergelegenheid langs delen van de parkway, waar wapiti's kunnen worden gezien; er hoeft geen dagtarief betaald te worden voor het parkeren en achterlaten van voertuigen in dat gebied tijdens daglichturen. Er zijn toiletten in de buurt van het bezoekerscentrum en ook in de buurt bij de Big Tree parkeerplaats.

## Galerij

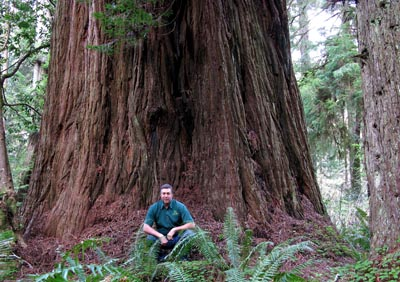
Een boomdeskundige naast een kustmammoetboom, Iluvatar genaamd, in het park in 2008. In 2013 stond deze boom bekend als de op twee na grootste kustmammoetboom.
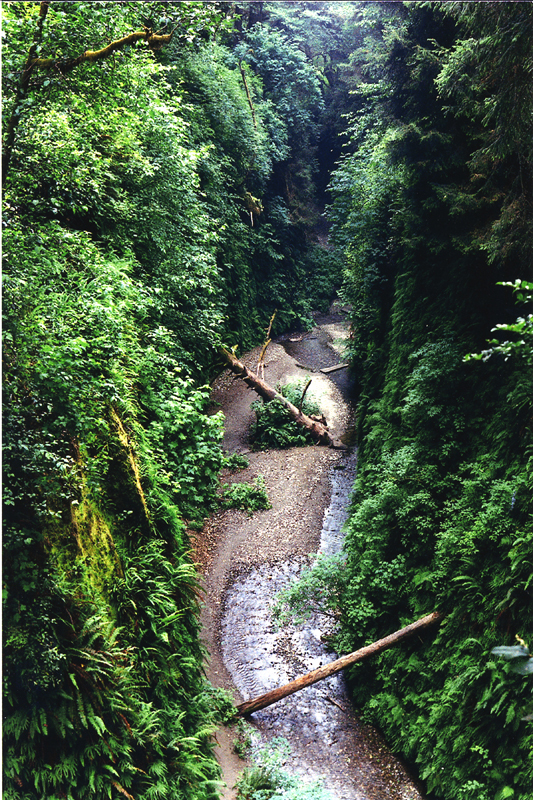
Fern Canyon, een diepe kloof vol varens
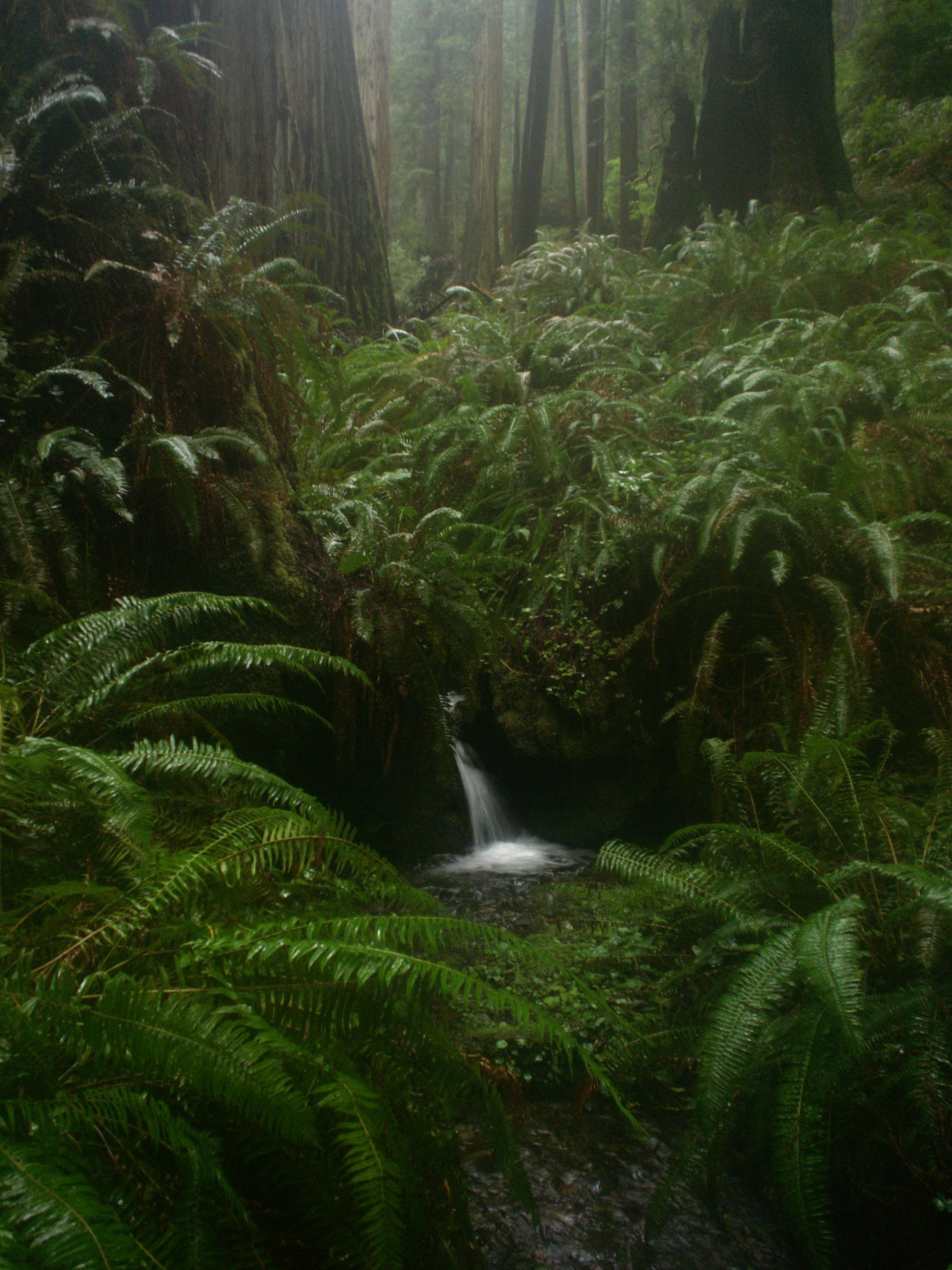
Een kleine waterval langs de Rhodondendron Trail
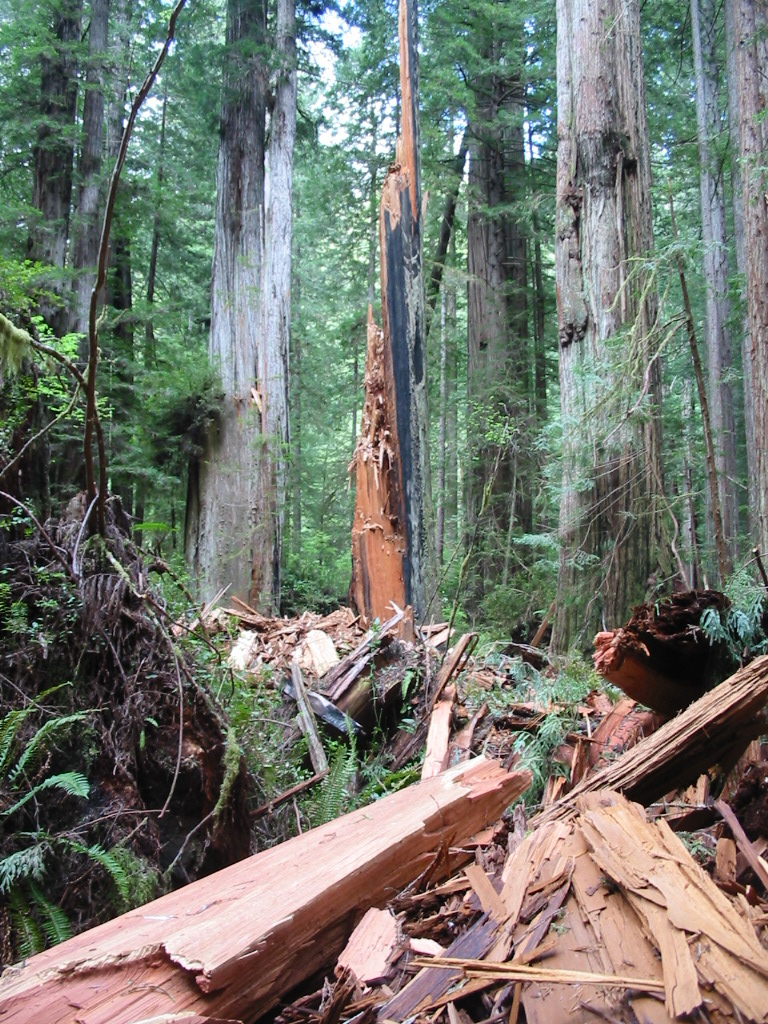
Een mammoetboom, geveld door de bliksem, langs de Prairie Creek Trail